# Fiva (Musikerin)
Fiva [ˈfaɪva], Künstlername von Nina Sonnenberg (* 12. November 1978 in München), vormals Fiva MC, ist eine deutsche Rapperin, Moderatorin und Autorin.

## Musik

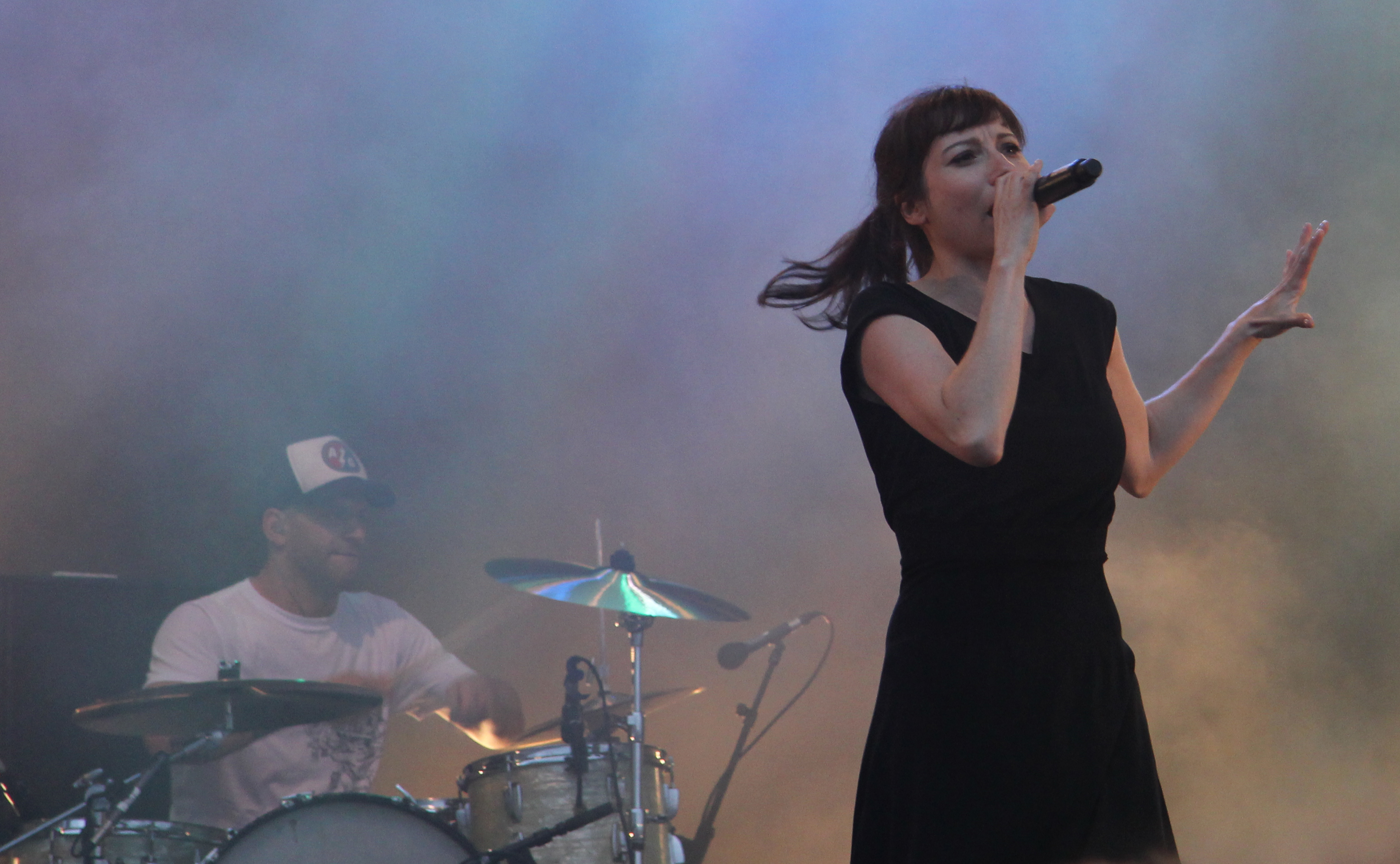
Fiva bei Rock am Ring 2012

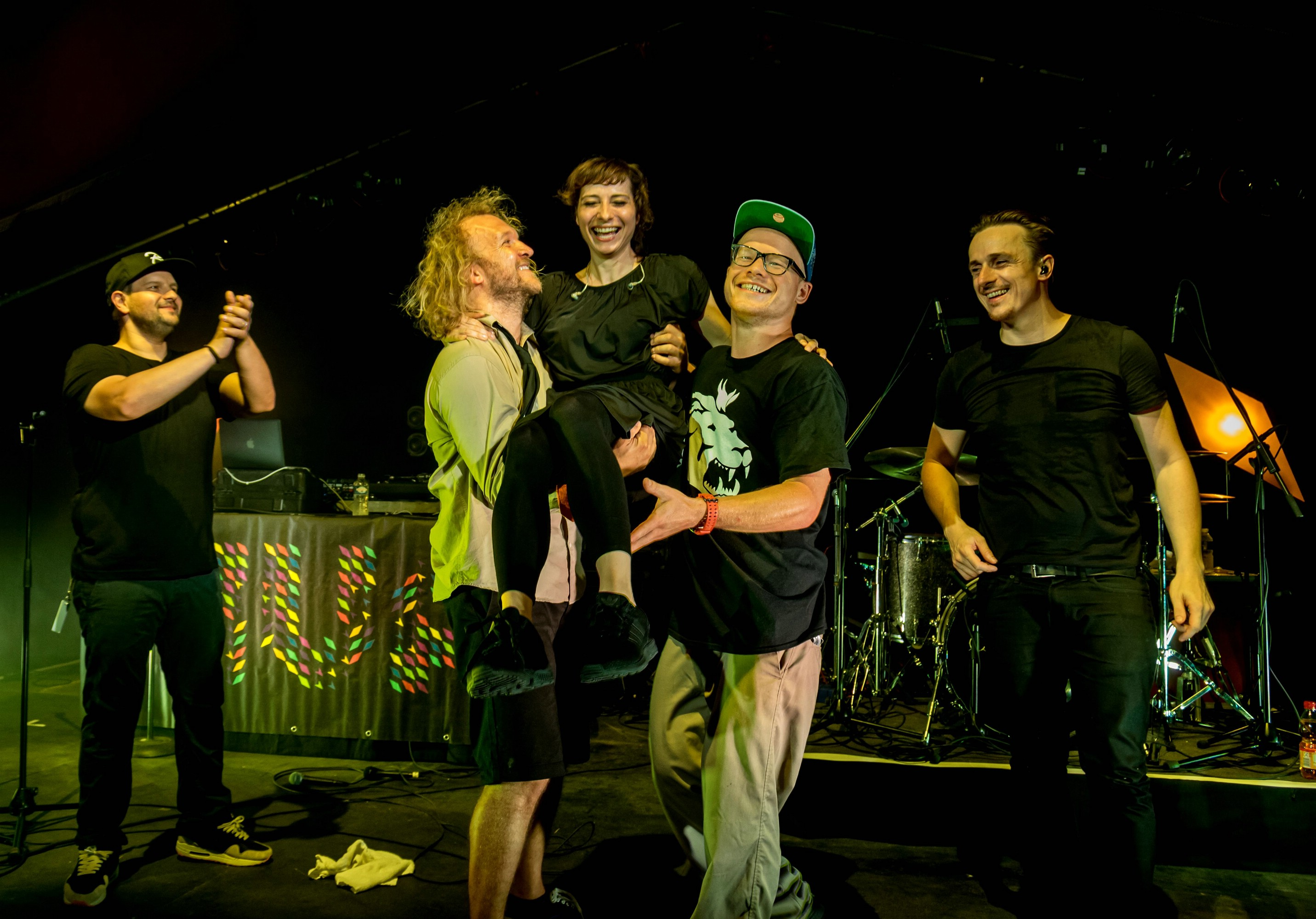
Fiva auf dem Zelt-Musik-Festival 2014 in Freiburg

Nina Sonnenberg kam 1995 das erste Mal mit deutschem Rap in Berührung und übte dann vier Jahre lang im Stillen, bis sie 1999 ihren ersten Freestyle-Auftritt im Münchner Flava Club 70 absolvierte. Bereits ein Jahr später ging sie mit MC Rene auf Tour durch Deutschland, Österreich und die Schweiz. Im Jahr 2001 unterschrieben Fiva MC und Radrum beim Hamburger Label Buback ihren ersten Plattenvertrag. Bei Buback nahm sie 2001 mit Radrum ihre erste Single Status Quo und ihr Debütalbum Spiegelschrift auf, das im Herbst 2002 erschienen ist. Das Debütalbum wurde unter anderem von Edward Sizzerhand produziert.

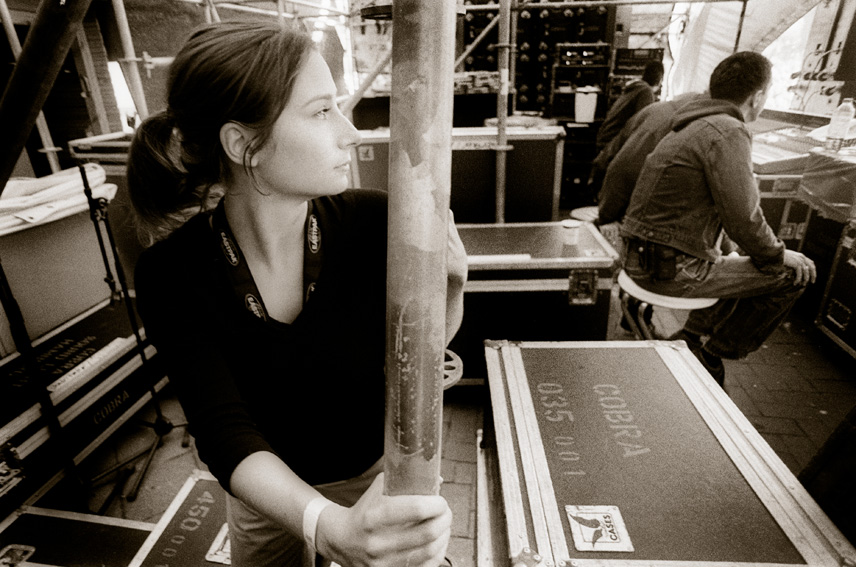
Backstage im Stadtpark in Hamburg

Im Frühjahr und Dezember 2005 tourte sie mit Fettes Brot.
Im Herbst 2005 gründete sie zusammen mit DJ Radrum (bürgerlich Sebastian Schwarz) ihr eigenes Label Kopfhörer Recordings; dort erschien im November 2006 das zweite Album Kopfhörer.
Im Februar 2009 erschien Rotwild. Weil Radrum mit seinem Studienabschluss beschäftigt war, produzierte Flip von Texta das Album und kümmerte sich auch um die Beats.
Am 24. Februar 2012 erschien ihr viertes Studioalbum mit dem Titel Die Stadt gehört wieder mir. Produziert wurde es von den Münchner Künstlern Rüde Linhof (Sportfreunde Stiller) und Paul Reno (ehemals Emil Bulls). Mit Band tritt Fiva als „Fiva & Das Phantom Orchester“ auf.
Im September 2012 traten sie für den Bundesvision Song Contest 2012 (Pro7) für Bayern an und landeten auf dem 14. Platz.
Am 20. Juni 2014 erschien das Studioalbum Alles leuchtet. Gäste auf dem Album waren u. a. 5/8erl in Ehr’n, Bernadette La Hengst und Peter Balboa von Sportfreunde Stiller.
2016 stellte sie mit der Jazzrausch Bigband ihr Album Keine Angst vor Legenden auf einer Tournee vor. Das bis heute letzte Album erschien 2019 und trägt als Titel Nina, Fivas bürgerlichen Vornamen. Im Jahr 2022 veröffentlichte Fiva die EP So viel Meer mit sieben neuen Titeln.

## Spoken Word/Poetry Slam
Auch auf den Poetry-Slam-Bühnen ist Fiva erfolgreich. So belegte sie bei den deutschsprachigen Slam-Meisterschaften 2002 den dritten Platz im Einzelwettbewerb und 2004 in Leipzig wurde sie mit ihrem Team Tha Boyz with tha Girlz in Tha Back (mit Nora-Eugenie Gomringer und Mia Pittroff) zum besten Slam-Team im deutschsprachigen Raum gekürt. Im Herbst 2007 veröffentlichte sie ein Buch mit Spoken-Word-CD mit dem Titel Klub Karamell.
Fiva gibt Spoken-Word- und Literatur-Workshops für Jugendliche. Ihre Arbeit als Autorin führte sie u. a. schon zum Poetry Festival Oslo (Norwegen), zum European Lebanese Rapfestival (Beirut (Libanon)), nach Israel und Palästina und nach Sibirien (Barnaul, Omsk, Nowosibirsk).
2010 erfolgte ein Musiktheater-Autoren- und Regie-Engagement an der Oper Kiel. Zusammen mit dem Choreographen Mario Schröder und der Dramaturgin Beate Anders setzte sie die „Nibelungen“ szenisch um. Sonnenberg schrieb „Die Nibelungen“ aus der Sicht der Kriemhild um und übernahm die Rolle der Erzählerin.

## Radiomoderation
Seit 2007 moderiert Nina Sonnenberg auf dem österreichischen Sender FM4 (ORF) z. B. „Fivas Ponyhof“ (Musiksendung, wöchentlich) und „Unter Palmen“ bzw. „Unter Tannen“ (Talkshow, saisonal); frühere Sendungen, die sie moderierte, waren Zündfunk (Bayern 2) und „Fivas Reim auf die Welt“ / „Das Leben ist eine Scheibe“ auf  on3radio (BR).

## Fernsehmoderation
Ab Mai 2011 moderierte Nina Sonnenberg unter ihrem bürgerlichen Namen auf dem mittlerweile eingestellten Sender ZDFkultur die Sendung „Der Marker“, die im Januar 2012 für den Grimme-Preis nominiert war. Zudem berichtete sie mit ihrer Reihe „Theater: Ein Fest“ für ZDFkultur von europäischen Theaterfestivals, moderierte zusammen mit Jo Schück den „ZDFkultur Poetry Slam“ und berichtete live für ZDFkultur von Musikfestivals in ganz Europa. Ab September 2012 moderierte sie zudem im Wechsel mit Pegah Ferydoni das junge Kulturmagazin zdf.kulturpalast, das donnerstags um 20.15 Uhr auf ZDFkultur und samstags um 19.25 Uhr auf 3sat gezeigt wurde; das Magazin war im Jahr 2013 für den Grimme-Preis nominiert. Später wurde die Sendung auf dem Sender 3Sat samstags um 19.30 Uhr als Kulturpalast ausgestrahlt und wird mit der Sendung vom 1. Dezember 2018 eingestellt.
2021 war sie neben Ina Regen und Tim Bendzko Jurymitglied der ORF-Castingshow Starmania 21.

## Auszeichnungen
- 2018: Bayerischer Kulturpreis[27]

## Diskografie

### Alben
- 2002: Spiegelschrift (als Fiva MC mit DJ Radrum)
- 2006: Kopfhörer (mit DJ Radrum)
- 2009: Rotwild
- 2012: Die Stadt gehört wieder mir (mit dem Phantom Orchester)
- 2014: Alles leuchtet
- 2016: Keine Angst vor Legenden (mit JRBB)
- 2019: Nina

### EPs
- 2005: Rücken an Rücken (mit Mnemonic)
- 2022: So viel Meer

### Singles
- 1999: Demotape (als Fiva MC mit DJ Radrum)
- 2001: Status Quo (als Fiva MC mit DJ Radrum)
- 2002: Blaue Flecken / Ich bin (als Fiva MC mit DJ Radrum)
- 2003: Gegensätze (als Fiva MC mit DJ Radrum feat. Pyranja)
- 2005: Zurück (in die Zukunft) (als Fiva MC mit DJ Radrum)
- 2012: Die Stadt gehört wieder mir (mit dem Phantom Orchester)
- 2012: Dein Lächeln verdreht Köpfe (mit dem Phantom Orchester)
- 2014: Das Beste ist noch nicht vorbei
- 2014: Alles leuchtet (feat. 5/8erl in Ehr’n)
- 2019: Gönn dir (mit Granada)
- 2019: Auf mich
- 2019: Der Apfel fällt mit Flo Mega

### Sampler-Beiträge, Kollaborationen
- 2000: Kopf oder Kragen (als Fiva MC mit Roey Marquis II) – auf Momentaufnahmen 2  LP von Roey Marquis II
- 2001: Backfisch (Exclusive Mix) (als Fiva MC & DJ Radrum) – auf Unter Unserem Himmel – Die Zündfunk Compilation 3 [28]
- 2001: Backfisch (als Fiva MC) – auf Masterblaster II [29]
- 2002: Special Broadcast (als Fiva MC mit DJ Lifeforce & Pyranja) – auf Beatz aus der Bude LP von DJ Lifeforce
- 2002: Meine Schrift (als Fiva MC mit DJ Stylewarz) – auf The cut von DJ Stylewarz[30]
- 2003: Unter vier Augen (Waxolutionists feat. Fiva MC)  – auf RE:WAX von Waxolutionists [31]
- 2005: Fädärläsä (als Fiva MC mit DJ Questionmark) – auf Jugend & Kultur von Kutti MC[32]
- 2006: Schluss (als Fiva MC mit DJ Radrum) – „Juice-Exclusive“ auf Juice Vol. 70
- 2007: Klub Karamell (als Nina »Fiva« Sonnenberg) – Buch mit CD, Spoken-Word-Album[33]
- 2010: Immer wenn ich rhyme (Mammut Remix) (Kool Savas feat. Franky Kubrik, Tone, Patrick mit Absicht, Kitty Kat, Ercandize, Amar, Caput, Sinan, Vega, Tua, Kaas, Fiva MC & MoTrip) – auf der Bonus-CD des Mixtapes John Bello Story 3
- 2010: Geh heim (als Flip ft. Fiva) – auf  Umberto Ghetto  von Flip [34][35]
- 2011: Grotesk Intro  (als Texta ft. Fiva) – auf  Grotesk von Texta [36]
- 2015: Angst (Kallsen Allstar Remix) (Donato feat. Fiva, Inferno.79, Inflabluntahz, Mnemonic & Pure Doze) – auf Tauschobjekt (dritter Versuch) von Kallsen [37]
- 2017: Das Leben anderer Leute (als Philipp Nykrin feat. Fiva) – auf Songbook von Philipp Nykrin [38]